# مستشفى د. درويش نزال الحكومي
مستشفى د. درويش نزال الحكومي أو مستشفى قلقيلية الحكومي هو أحد المستشفيات الحكومية الفلسطينية العاملة في الضفة الغربية، يتبع وزارة الصحة الفلسطينية. تبلغ قدرته السريرية حوالي 68 سريرًا.

## التسمية
سُمي نسبة إلى درويش نزال الذي توفي في 28 فبراير 2000 نتيجة لمرض عضال.

## التأسيس
تم افتتاح مستشفى الدكتور درويش نزّال الحكومي في قلقيلية مطلع عام 2009، على مساحة تبلغُ سبعة دونمات، بمساحة بناء تقدّر بستة ألاف متر مربّع؛ لتقديم الخدمات الطبية في محافظة قلقيلية والمناطق المجاورة.

## الخدمات
بلغت نسبة إشغال المستشفى عام 2016 حوالي 100%، حيث قدم خدماته من خلال أقسامه المختلفة، وهي: الطوارئ، العمليات، الجراحة العامة، العناية المكثفة، الكلية الصناعية، وأقسام الباطني والقلب والعظام والمسالك البولية، النسائية والتوليد، الأطفال، الحضانة، قسم الأنف والحنجرة بالإضافة إلى العيادات الخارجية، المختبر وبنك الدم، الصيدلية، الأشعة، التعقيم، العلاج الطبيعي.

## القوى العاملة
يعمل فيه 224 موظفًا، موزعين على النحو التالي:
| توزيع القوى العاملة في المستشفى (2022) | توزيع القوى العاملة في المستشفى (2022) | توزيع القوى العاملة في المستشفى (2022) | توزيع القوى العاملة في المستشفى (2022) | توزيع القوى العاملة في المستشفى (2022) | توزيع القوى العاملة في المستشفى (2022) | توزيع القوى العاملة في المستشفى (2022) | توزيع القوى العاملة في المستشفى (2022) |
| إدارة وخدمات                           | مهن طبية مساندة                        | قابلة                                  | ممرض                                   | صيدلاني                                | طبيب أسنان واختصاصي                    | طبيب اختصاصي                           | طبيب عام                               |
| -------------------------------------- | -------------------------------------- | -------------------------------------- | -------------------------------------- | -------------------------------------- | -------------------------------------- | -------------------------------------- | -------------------------------------- |
| 61                                     | 32                                     | 12                                     | 70                                     | 4                                      | 0                                      | 23                                     | 22                                     |

## معرض صور

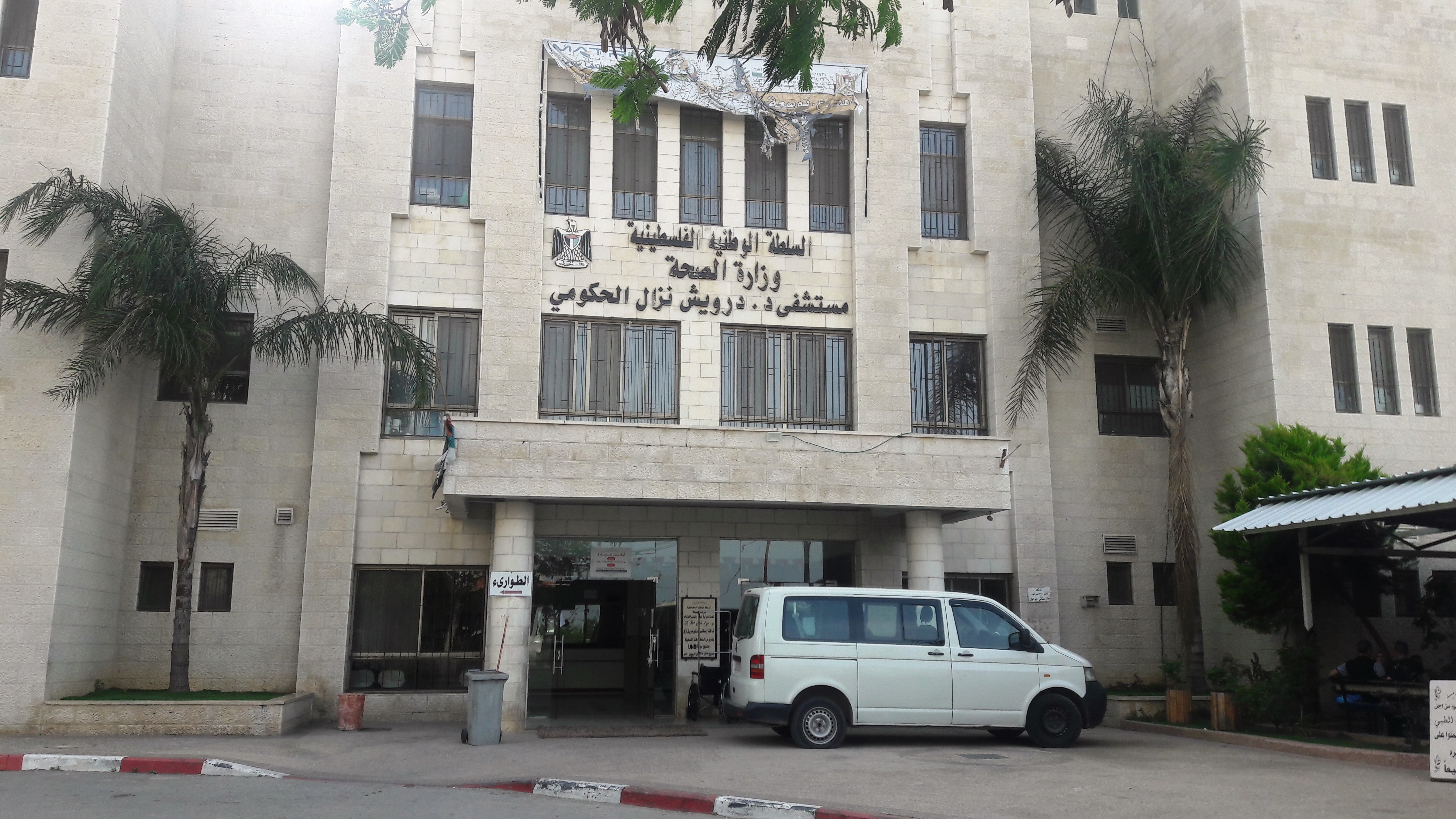
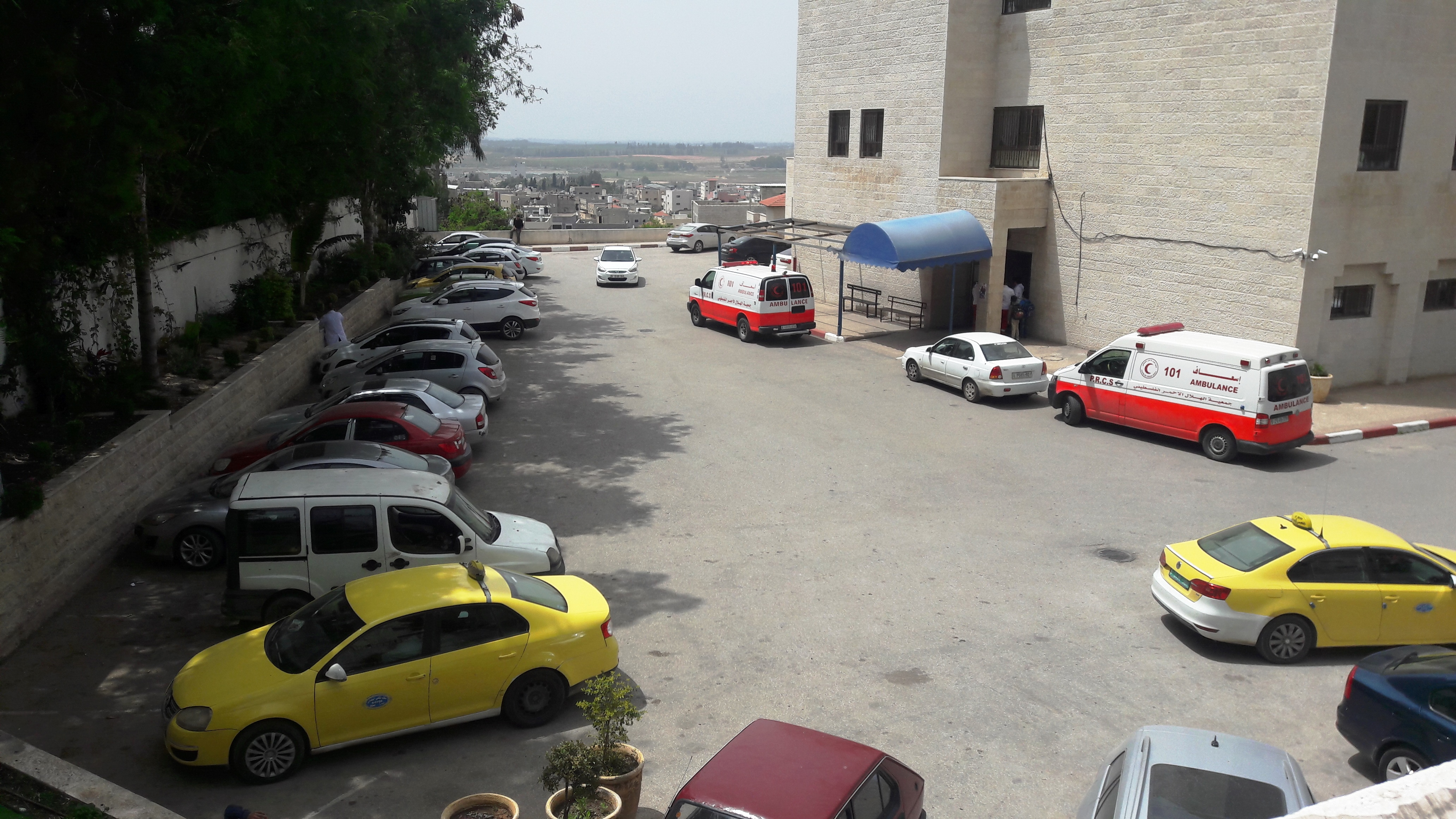
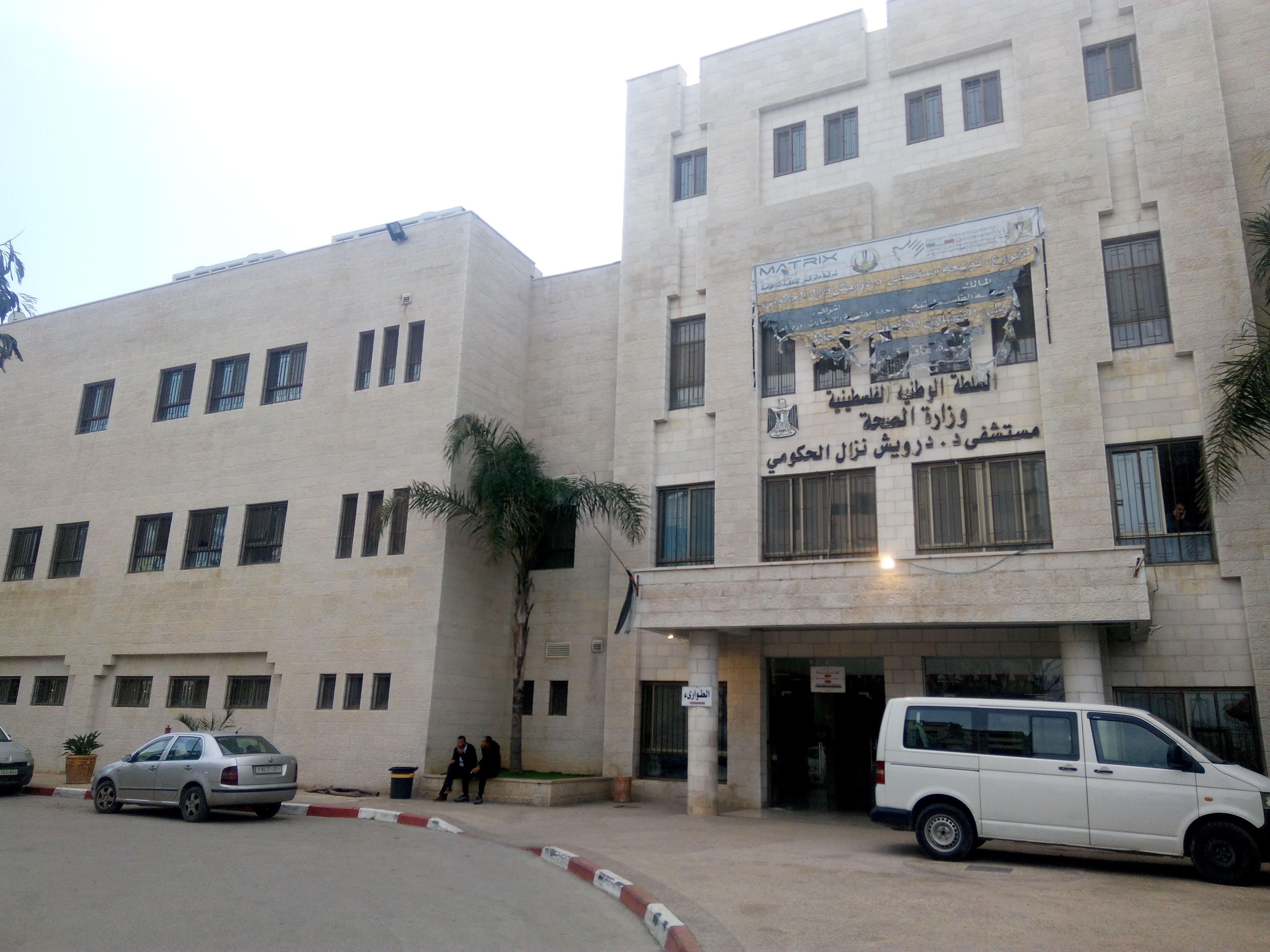
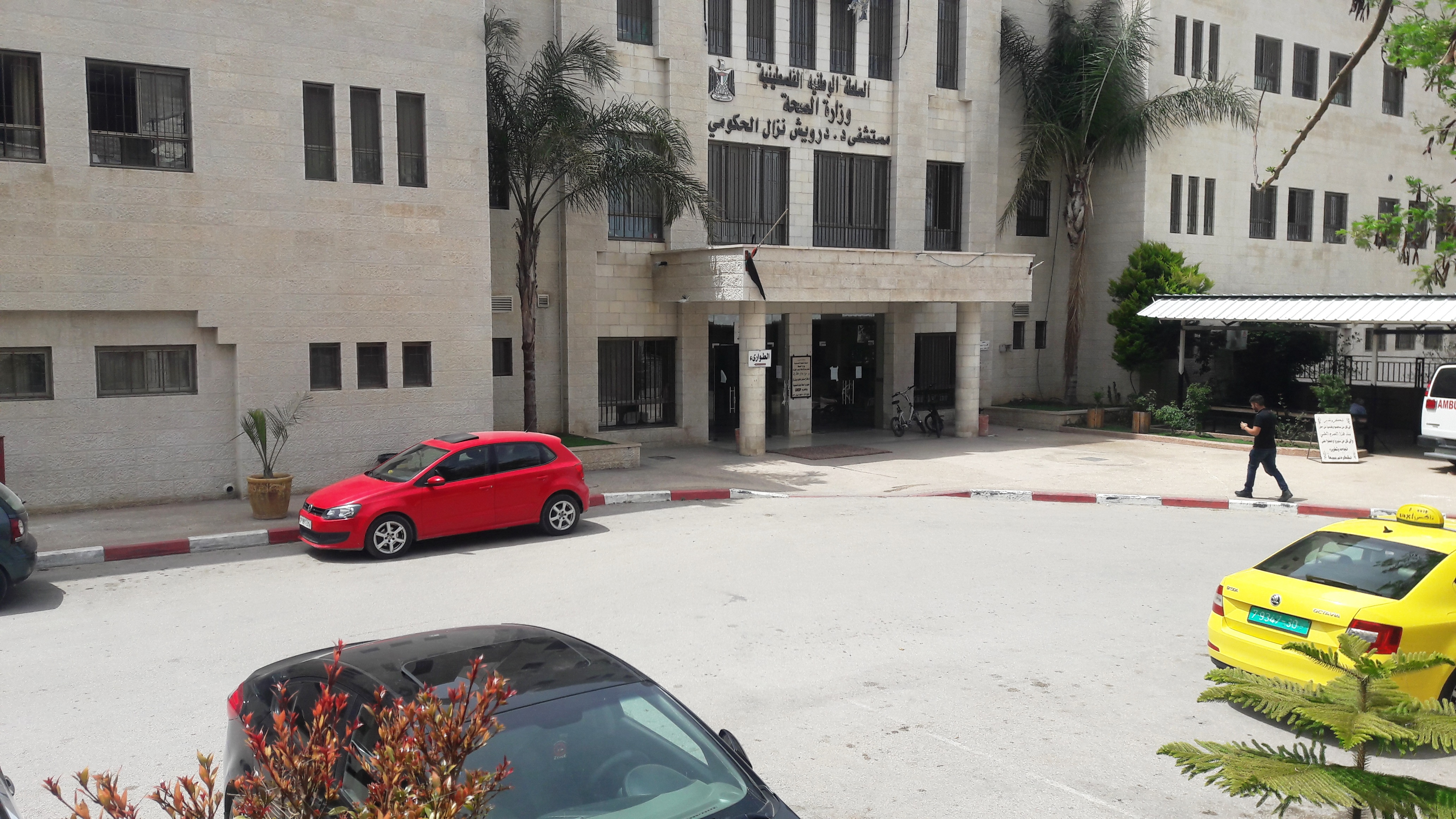

## وصلات خارجية
- موقع وزارة الصحة الفلسطينية الإلكتروني.